# Терни (Полтавський район)
Терни́ —  село в Україні, у Великорублівській сільській громаді Полтавського району Полтавської області. Населення становить 350 осіб. До 2020 орган місцевого самоврядування — Микілківська сільська рада.

## Географія
Село Терни знаходиться за 3 км від лівого берега річки Мерла, примикає до села Велика Рублівка. Поруч проходить автомобільна дорога Т 1707.

## Населення

### Мова
Розподіл населення за рідною мовою за даними перепису 2001 року:
| Мова            | Кількість | Відсоток |
| --------------- | --------- | -------- |
| українська      | 316       | 90.29%   |
| російська       | 31        | 8.86%    |
| білоруська      | 1         | 0.28%    |
| інші/не вказали | 2         | 0.57%    |
| Усього          | 350       | 100%     |

## Історія
12 червня 2020 року, відповідно до розпорядження Кабінету Міністрів України № 721-р «Про визначення адміністративних центрів та затвердження територій територіальних громад Полтавської області», село увійшло до складу Великорублівської сільської громади.
19 липня 2020 року, в результаті адміністративно - територіальної реформи та ліквідації  Котелевського району, село увійшло до складу новоутвореного Полтавського району.

## Об'єкти соціальної сфери
- Тернський навчально-виховний комплекс школа-дитячий садок «Веселка».